# Католицизм в Сингапуре

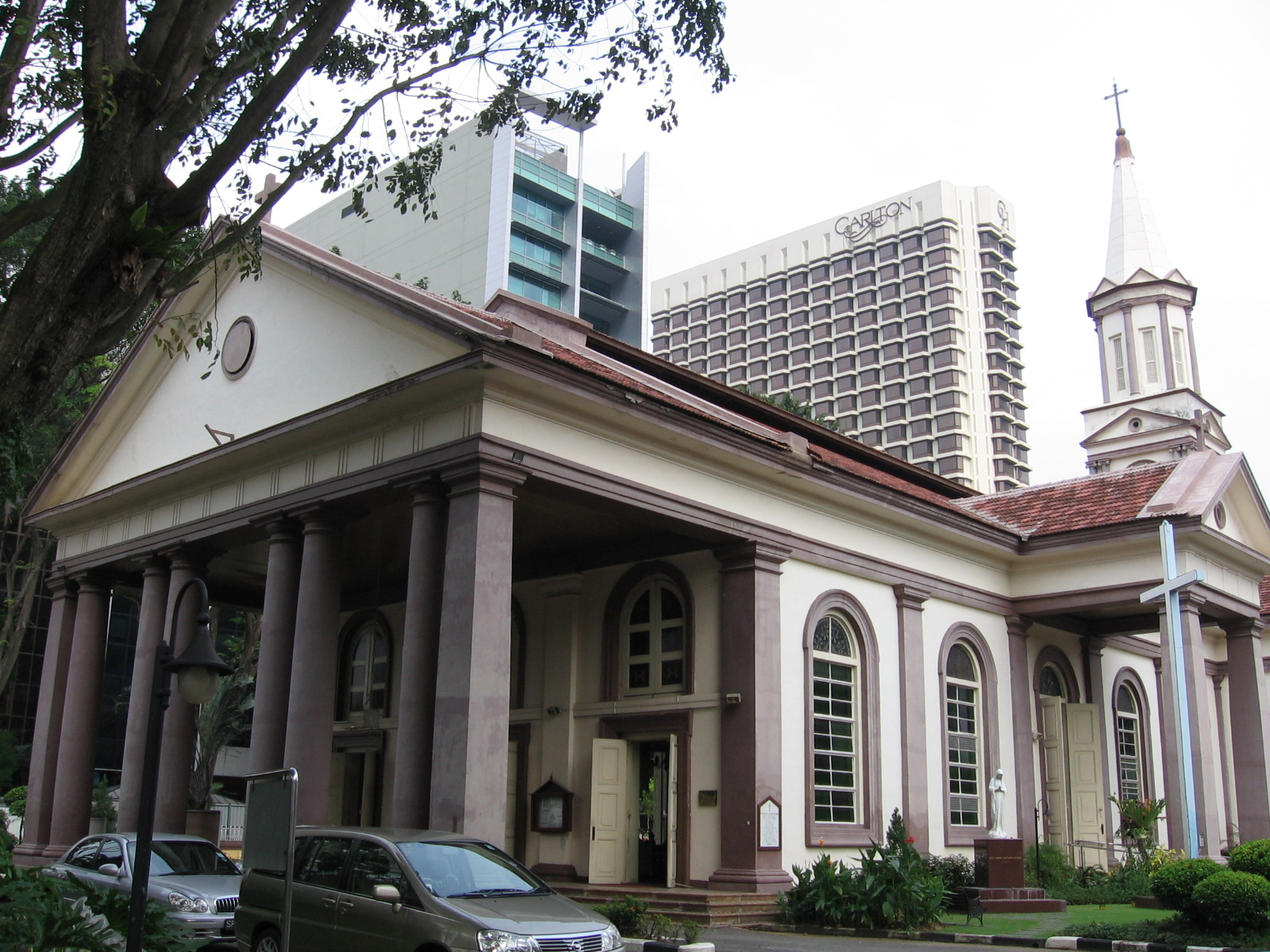
Собор Доброго Пастыря, Сингапур

Католицизм в Сингапуре  или Римско-Католическая Церковь в Сингапуре является частью всемирной Католической церкви. Католицизм в Сингапуре в основном практикуют местные китайцы, выходцы с Филиппин, из Индии и европейское меньшинство.

## История
Впервые католические миссионеры появились на территории нынешнего Сингапура после основания в 1551 году Альбукерком Великим первых португальских колониальных поселений в Малакке. В середине XVI века Святым Престолом была создана епархия Малакки, территория которой распространялась и на сегодняшний Сингапур. До начала XIX века постоянного присутствия Католической церкви в Сингапуре не было.
В 1821 году в английский Сингапур прибыл первый католический священник для осуществления пастырского окормления католиков, большинство которых в то время было выходцами из Европы. В XIX веке началось обращения в католицизм местных китайцев. В это же время в Сингапур прибывали эмигранты — индийские католики из бывших индийских португальских колоний.
Исторически сложилось, что католические приходы в Сингапуре разделены по расовому и национальному признаку. Большинство католических церквей расположены вдоль улицы Королевы (Queen St.).

## Статистика
Численность католиков, проживающих в Сингапуре, составляет около 162.000 человек (4 % от общего населения). В Сингапуре действует архиепархия Сингапура, 30 приходов.

## Список католических церквей Сингапура
- Собор Доброго Пастыря;
- Церковь святых Петра и Павла;
- Церковь Пресвятой Девы Марии Лурдской;
- Церковь святого Иосифа;
- Церковь святой Бернардетты;
- Церковь святого Михаила;
- Церковь святой Терезы;
- Церковь Святого Сердца Иисуса;
- Церковь Новены;
- Церковь Святого Семейства;
- Церковь Святой Троицы;
- Церковь Пресвятой Девы Вечной Заступницы;
- Церковь Пресвятой Девы Марии Царицы Мира;
- Церковь святого Стефана;
- Церковь Святого Таинства;
- Церковь святого Франциска Ассизского;
- Церковь святого Игнатия;
- Церковь Пресвятой Девы Марии Царицы Ангелов;
- Церковь Святого Креста;
- Церковь Христа Царя;
- Церковь Девы Марии Звезды Моря;
- Церковь святого Антония Падуанского;
- Церковь Святого Духа;
- Церковь святого Иосифа;
- Церковь святого Франциска Ксаверия;
- Церковь Воскресшего Иисуса Христа;
- Церковь святого Викентия де Поля;
- Церковь Рождества Пресвятой Девы Марии;
- Церковь Непорочного Сердца Девы Марии;
- Церковь святой Анны.

## Национальные католические общины
В Сингапуре также существуют национальные католические общины, имеющие собственные часовни и объединённые по географическим, национальным или языковым признакам.
- Гонконгская католическая община Сингапура;
- Индонезийская католическая община Сингапура;
- Индонезийская харизматическая католическая община Сингапура;
- Корейская католическая община Сингапура;
- Немецкоязычная католическая община Сингапура;
- Филиппинская католическая община Сингапура;
- Франкоязычная католическая община Сингапура;
- Японская католическая община Сингапура.